# Перелёшинское городское поселение
Перелёшинское городско́е поселе́ние — муниципальное образование в Панинском районе Воронежской области Российской Федерации.
Административный центр — рабочий посёлок Перелёшинский.

## История
Статус и границы городского поселения установлены Законом Воронежской области от 15 октября 2004 года № 63-ОЗ «Об установлении границ, наделении соответствующим статусом, определении административных центров отдельных муниципальных образований Воронежской области».

## Население
| 2000  | 2005  | 2010  | 2011  | 2012  | 2013  | 2014  |
| ----- | ----- | ----- | ----- | ----- | ----- | ----- |
| 746   | ↗1395 | ↗3713 | ↘3079 | ↗3563 | ↘3464 | ↘3384 |
| 2015  | 2016  | 2017  | 2018  | 2021  |       |       |
| ↘3332 | ↘3311 | ↘3261 | ↘3222 | ↘3125 |       |       |

## Состав городского поселения
| № | Населённый пункт       | Тип населённого пункта                  | Население |
| - | ---------------------- | --------------------------------------- | --------- |
| 1 | Алексеевка             | посёлок                                 | ↘1        |
| 2 | Большие Ясырки         | посёлок                                 | ↘223      |
| 3 | Перелёшинский          | рабочий посёлок, административный центр | ↗2577     |
| 4 | Петровское             | село                                    | ↘361      |
| 5 | совхоза «Первомайский» | посёлок                                 | ↘1        |